# Mario Vargas Llosa
Pour les articles homonymes, voir Vargas et Llosa.
Mario Vargas Llosa [ˈmaɾjo ˈβarɣas ˈ ˈʝosa], marquis de Vargas Llosa, né le 28 mars 1936 à Arequipa (région d'Arequipa, Pérou) et mort le 13 avril 2025 à Lima (Pérou), est un écrivain péruvien naturalisé espagnol. Auteur de romans et d'essais politiques, il est notamment lauréat du prix Nobel de littérature 2010 « pour sa cartographie des structures du pouvoir et ses images aiguisées de la résistance de l'individu, de sa révolte et de son échec ».
Comme beaucoup d'auteurs hispano-américains, Mario Vargas Llosa s’engage activement en politique, avec des opinions qui passent progressivement du communisme au libéralisme, jusqu'à un soutien à des candidats de l'extrême droite chilienne et brésilienne. Candidat à l'élection présidentielle péruvienne de 1990 avec le soutien de la coalition libérale de centre droit Front démocratique, il est battu au second tour par le populiste de droite Alberto Fujimori.
En 2021, il est élu à l'Académie française, devenant le premier membre de cette institution à n’avoir jamais écrit un ouvrage en français, bien qu’il parle cette langue couramment et qu’il ait été le premier écrivain étranger à être publié à la Pléiade de son vivant. En outre, il a été élu malgré la limite d'âge de 75 ans.

## Biographie

### Situation personnelle
Mario Vargas Llosa est issu de la classe moyenne péruvienne. Il est le fils unique d'Ernesto Vargas Maldonado et de Dora Llosa Ureta. Ses parents se séparent quelques mois après sa naissance à la suite de la révélation, par son père, d'une liaison avec une femme allemande qui donnera deux demi-frères au jeune Mario : Ernesto, qui meurt à onze ans d'une leucémie, et Enrique, qui deviendra avocat et citoyen américain,,.
Élevé par sa famille maternelle, Mario Vargas Llosa passe du Pérou à la Bolivie, où son grand-père tient une plantation de coton. Sous le gouvernement de José Luis Bustamante y Rivero, l'aïeul se voit offrir un poste diplomatique à Piura. Cet épisode marque le retour des Llosa au Pérou. En 1946, à l'âge de 10 ans, Mario part vivre à Lima où il rencontre son père pour la première fois alors qu'il l'avait longtemps cru mort. Ses parents se remettent ensemble et déménagent à Magdalena del Mar, une banlieue aisée de la capitale. Il est admis à l'école élémentaire catholique Colegio La Salle. Dans cette école, un religieux de l'ordre salésien, le frère Leoncio, abuse sexuellement de lui alors qu'il a douze ans.
À l'âge de 14 ans, il est envoyé en internat à l'Académie militaire de Lima par son père qui ne voit pas d'un bon œil sa vocation poétique naissante. Cet épisode lui laisse un sinistre souvenir et la matière de son livre La Ville et les Chiens. Il se retire de l'académie militaire et termine ses études à Piura, où il travaille pour le journal local, La Industria, et assiste à la représentation théâtrale de sa première œuvre dramatique, La huida del Inca. Mario Vargas Llosa n'a que 19 ans lorsqu'il publie son premier article dans El Comercio : un reportage sur José María Arguedas en septembre 1955. Il conservera toute sa vie relation une relation étroite avec le grand quotidien péruvien fondé à Lima en 1839, dont il fut parfois un correspondant (il a même couvert la Coupe du monde de 1982 en Espagne), puis, à certaines périodes, comme contributeur régulier avec des chroniques bimensuelles.

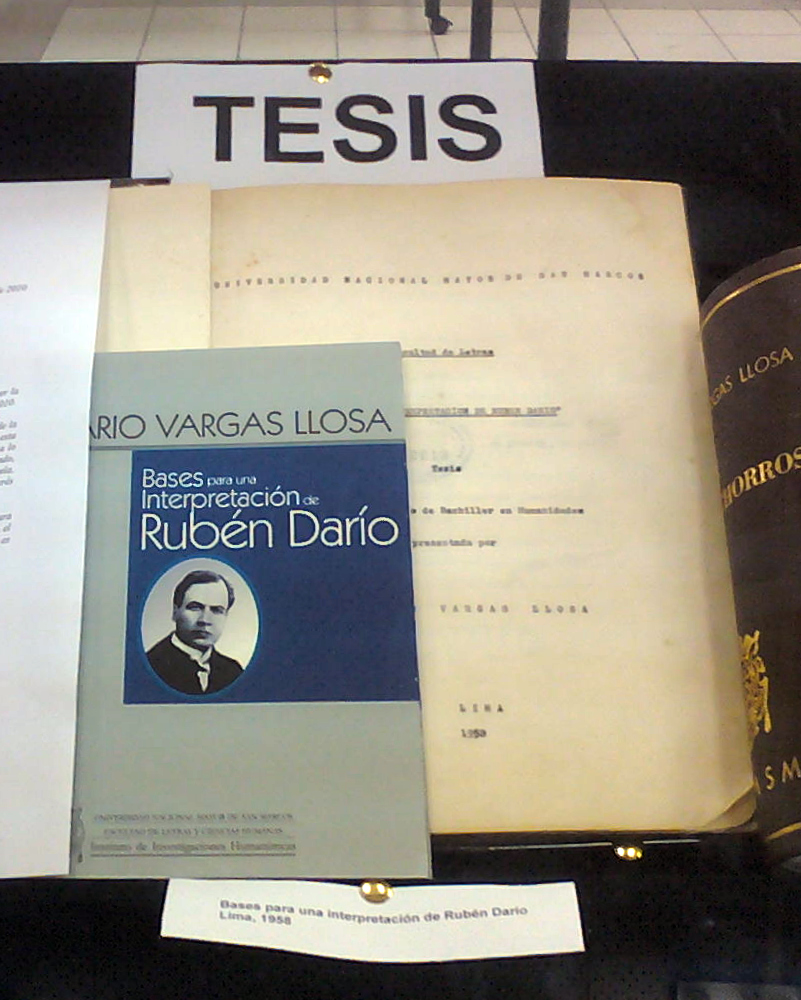
Thèse de Mario Vargas Llosa Bases para una interpretación de Rubén Darío, pour son université, l'université San Marcos (Pérou) en 1958.

Il étudie ensuite la littérature et le droit à l'université San Marcos, une faculté publique, exerçant en parallèle différentes professions : correcteur littéraire puis collaborateur aux rubriques cinéma de la revue Literatura (1957-1958) et du journal El Comercio. Durant ses études, il découvre l'œuvre de Jean-Paul Sartre et le marxisme, qui le marquent durablement. Il combat également la dictature militaire du général Manuel Odría. Pendant une brève période, il s'implique dans une branche étudiante du Parti communiste péruvien qu'il abandonne en protestation de la ligne stalinienne du mouvement sur l'art et la littérature. La révolution cubaine fait un temps revivre ses espoirs d'une révolution progressiste.
Grâce à une bourse d'études, il poursuit son cursus universitaire à l'université centrale de Madrid où il soutient, en 1958, une thèse de doctorat sur Rubén Darío. Après avoir écrit un recueil de nouvelles remarqué, Les Caïds (Los Jefes, 1959), œuvre qui obtient le Prix Leopoldo Alas, il épouse la belle-sœur de son oncle maternel : sa tante par alliance Julia Urquidi, de dix ans son aînée. Cette relation lui inspire des années plus tard le roman La Tía Julia y el escribidor (La Tante Julia et le scribouillard). En 1964, il se sépare de Julia Urquidi et se remarie avec sa cousine Patricia Llosa, avec qui il aura trois fils et dont il divorcera cinquante ans plus tard en 2015. Depuis 2015, il est en couple avec Isabel Preysler, mère des enfants de Julio Iglesias et trois fois divorcée. Avec sa première épouse, il s'installe à Paris en 1959 dans l'espoir de recevoir une bourse pour reprendre des études, mais sa demande est rejetée. Le couple reste malgré tout dans la capitale française et Vargas Llosa y travaille en tant que professeur d'espagnol à l'école Berlitz, nègre littéraire, puis journaliste pour l'Agence France-Presse et la télévision,. Il se passionne pour la littérature du pays, suit avec intérêt la querelle opposant Sartre à Albert Camus et écrit de manière prolifique,. Il part ensuite pour Londres et Barcelone où il côtoie les grandes figures de la Gauche divine. Pendant son séjour en Europe, il se lie d'amitié avec d'autres jeunes auteurs, futurs piliers du boom latino-américain : l'Argentin Julio Cortázar, le Mexicain Carlos Fuentes et le Colombien Gabriel García Márquez. Il retourne à Lima en 1974 et est élu à l'Académie péruvienne un an plus tard.

### Carrière d’écrivain

#### Essor latino-américain
Avec Julio Cortázar, Carlos Fuentes, Juan Rulfo, Gabriel García Márquez, Juan Carlos Onetti et José Donoso, Mario Vargas Llosa est considéré comme l'un des grands noms du boom de la littérature latino-américaine des années 1960,. À des degrés divers, tous ces auteurs prennent leurs distances avec la narration traditionnelle et revendiquent l'influence des courants littéraires moderniste et postmoderne européens ou nord-américains auxquels ils empruntent des procédés novateurs (détournement des codes fictionnels, multiplicité des points de vue, polyphonie, morcellement de la chronologie, monologue intérieur ou encore flux de conscience sur l'exemple de James Joyce et William Faulkner),,,. Leur style visionnaire, foisonnant et luxuriant a révélé au monde entier la complexité artistique, idéologique et politique du continent sud-américain qu'ils peignent comme une entité pittoresque, morcelée et paradoxale,,.

#### Style

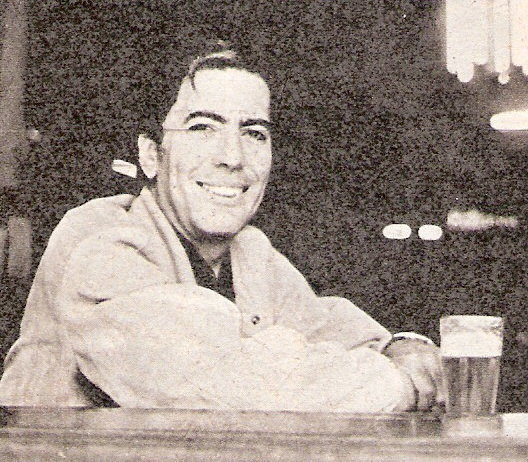
Mario Vargas Llosa en 1982.

Dès la parution de son premier roman, Vargas Llosa devient un écrivain reconnu, régulièrement invité dans les universités du monde entier pour y donner des cours et des conférences. À la fois chroniqueur et pourfendeur de l'Amérique latine, il est considéré par une partie de la critique comme le maître du « bouillonnement romanesque ». Contrairement à ses collègues du boom, Vargas Llosa s'écarte totalement du réalisme magique en vigueur,. Mais ses récits gardent la spécificité latino-américaine de changer régulièrement de voix pour passer du général au particulier en opposition aux littératures européenne et anglo-saxonne qui ont tendance à partir d'un caractère particulier pour dériver vers le général. Le romancier cherche également à rompre avec la veine indigéniste, dominante dans les lettres sud-américaines visant avant tout à atteindre l'universel dans l'écriture.

#### Techniques et influences
Les ouvrages de Vargas Llosa trahissent l'influence de Faulkner pour les recherches stylistiques et Balzac pour la densité de l'observation psychologique et sociale. Ils se démarquent par un style polyphonique, une ironie mordante et une tonalité dramatico-bouffonne dans l'évocation des mythes et des aspirations des peuples latino-américains écrasés par les dictatures,. Ses récits sont identifiables par une fragmentation de la chronologie et la pluralité de narrateurs. Par ailleurs, ses personnages sont inséparables du climat et du cadre culturel, historique et géographique dont ils sont issus. L'action de ses romans débute sur une acmé qui installe une atmosphère oppressante, enfermant les protagonistes dans un engrenage implacable. Par le biais d'une écriture épique, apparemment sans effets, Vargas Llosa retranscrit les mutations brutales d'une civilisation marquée par la violence et le sexe. Dans ses fictions, les pouvoirs politiques (notamment le caudillisme) apparaissent comme le symbole du pourrissement moral de la société. Au fil de son travail romanesque, Vargas Llosa dessine une cartographie métissée et cosmopolite issue de ses voyages et de ses expériences personnelles, le Pérou étant néanmoins un invariant thématique dans ses romans.

#### La Ville et les Chiens
Vargas Llosa rédige La Ville et les Chiens à Paris en 1963, ouvrage qui fait de lui un auteur de renom (prix Biblioteca Breve du roman et prix de la Critique espagnole). Son roman est traduit presque aussitôt dans une vingtaine de langues et se voit salué par la presse étrangère pour son originalité. Vargas Llosa y juxtapose une tradition romanesque classique à des recherches d'écriture novatrices sur le plan narratif et formel. Dans cette œuvre, un réalisme folklorique lié au costumbrismo se mêle à des envolées poétiques proches du symbolisme. Le romancier décrit alors la vie menée par les cadets (les chiens) et met en contraste l'oppression de la discipline, la violence et les brimades subies par les jeunes gens avec le vent de liberté qui souffle sur la ville. L'auteur est vivement critiqué dans son pays pour s'être attaqué à l'institution militaire. On l'accuse d'être stipendié par l'Équateur pour déstabiliser l'armée péruvienne et cent exemplaires du roman sont brûlés lors d'une cérémonie expiatoire dans la cour du collège militaire de Lima. Cependant, le livre n'est pas interdit à la vente et connaît un grand succès public au Pérou.

#### Fresques et romans policiers
Dans La Maison verte (1966), l'auteur évoque, avec un grand souci du détail et un impressionnant souffle narratif, la vie dans la lointaine forêt péruvienne et la zone urbaine de Piura. Il y met en scène une maison close dans laquelle se croisent divers personnages. Ce roman lui vaut à nouveau le prix de la Critique, puis le prix international de littérature Rómulo Gallegos en 1967. Vargas Llosa y approfondit sa technique expérimentale de « narrations télescopiques » et de « vases communicants », selon ses propres termes, qu'il tire de Faulkner. Ce procédé consiste à entrecroiser simultanément plusieurs histoires se déroulant en divers lieux et époques.
Conversation à la Cathédrale (1969), variation kaléidoscopique sur la figure du père et portrait corrosif des dirigeants péruviens emprunte sa structure au roman policier. Comme conteur expérimenté, l'auteur continue d'entrelacer histoires, situations, temporalités, personnages et décors de manière vertigineuse. Il s'agit de l'ouvrage qui lui a demandé le plus de travail et qu'il indique qu'il choisirait de sauver s'il fallait n'en garder qu'un.
Pantaléon et les visiteuses (1973) se conçoit comme une satire paillarde, burlesque et subversive du fanatisme militaire et religieux au Pérou.
La Guerre de la fin du monde (1982), qui traite de la politique brésilienne au XIXe siècle et de la guerre de Canudos, rencontre un immense succès critique et public, marquant le sommet de sa carrière de romancier.
Qui a tué Palomino Molero ? (1986) est un roman policier consacré aux différences sociales et aux violences politiques péruviennes. Dans cette œuvre, Vargas Llosa donne un court « roman policier dans lequel deux flics très pittoresques, le lieutenant de gendarmerie Silva et son aide, le sergent Lituma, mènent l'enquête à la suite de la découverte du cadavre de Palomino Molero, un jeune métis qui effectuait son service militaire. », à Talara, Piura (département), au nord du Pérou.
En 1990, Vargas Llosa rejoint le comité éditorial de la revue La Règle du Jeu fondée par Bernard-Henri Lévy.
Vargas Llosa a poursuivi dans cette même veine en écrivant des romans policiers ancrés dans la société péruvienne, ses inégalités économiques et sociales, sa corruption et ses violences, avec Lituma dans les Andes (Lituma en los Andes, 1993), Le héros discret (El héroe discreto, 2013) et Aux cinq rues (Cinco Esquinas, 2016). Ces romans se déroulent pour certains dans la capitale, Lima, et pour d'autres dans des provinces lointaines et pauvres du Pérou, comme Junín ou Piura, et s'inscrivent parfois dans le contexte politique au Pérou, marqué notamment par les violences de l'organisation terroriste d'extrême gauche dite du Sentier lumineux ou le régime autoritaire. Les deux gendarmes ('Guardia Civil'), le lieutenant (puis capitaine) Silva et le caporal (puis sergent, puis lieutenant) Lituma, sont des personnages récurrents de ces romans, tout comme certains des personnages d'une des nouvelles de Les Caïds (1959), de La Maison verte (1966) et de la pièce de théatre La Chunga (1986) qui se déroulent à Piura.

#### Registre intimiste etLa Fête au bouc
En dehors des grandes fresques, Vargas Llosa s'essaie à un registre intimiste et semi-autobiographique avec La Tante Julia et le Scribouillard (1977) et Éloge de la marâtre (1990). La Fête au bouc (2000), qui évoque les derniers jours du dictateur dominicain Rafael Leonidas Trujillo, revient à la polyphonie, au genre épico-politique et à la peinture romanesque du pouvoir dans le pur esprit ibéro-américain. En effet, l'ouvrage est caractéristique du roman du dictateur, représenté entre autres par Miguel Ángel Asturias (Monsieur le Président), Augusto Roa Bastos (Moi, le Suprême) et Gabriel García Márquez (L'Automne du patriarche). Le héros discret (2013) fonde la chronique du Pérou actuel, de sa grande bourgeoisie à ses classes les plus défavorisées, et brosse un portrait au vitriol d'une société gangrenée par la corruption, la pauvreté, les inégalités sociales et la culture de masse,.
En 2024, le roman Le dedico mi silencio (Je vous dédie mon silence) est traduit par Albert Bensoussan.

#### Essais et pièces de théâtre

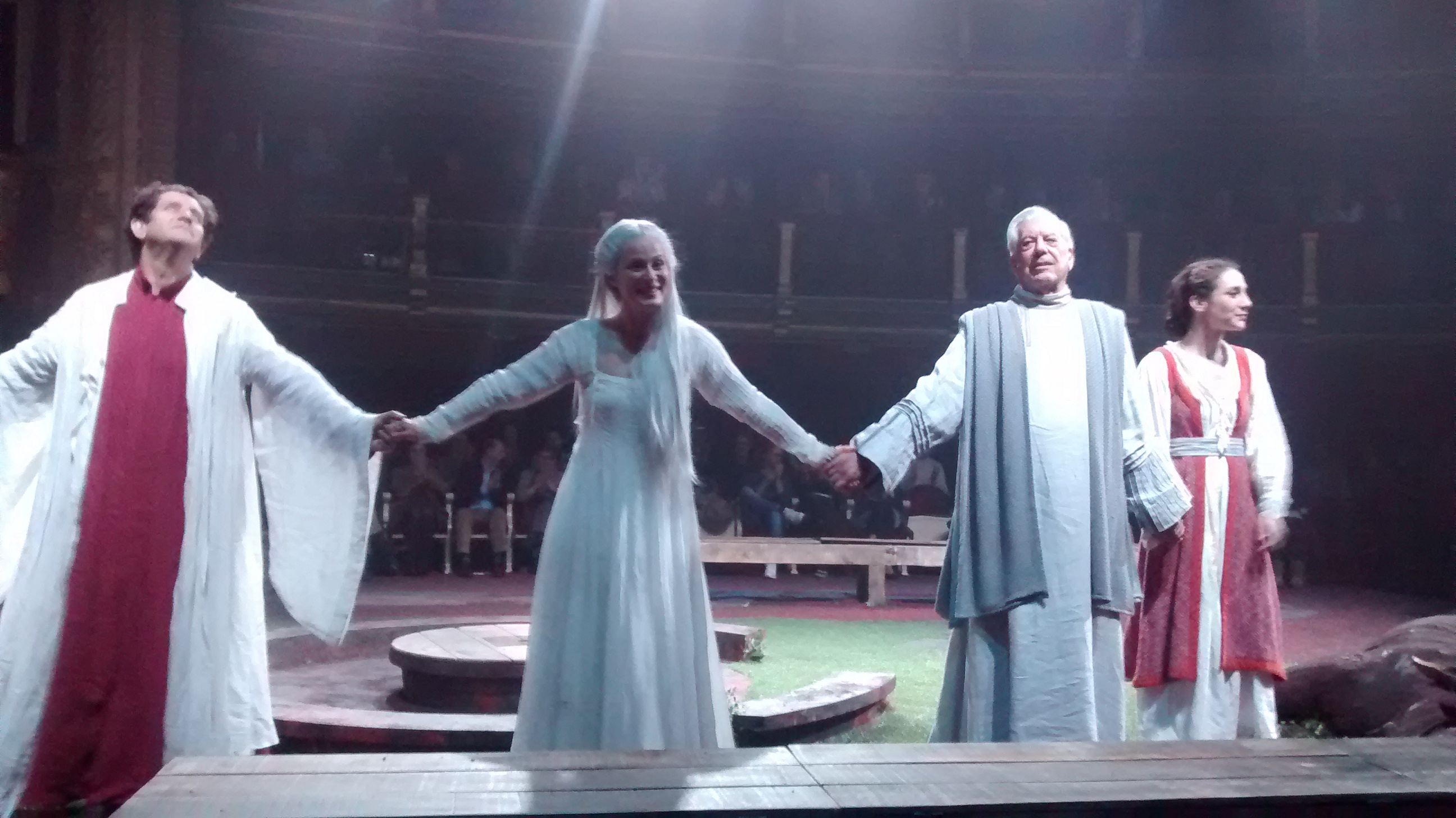
Mario Vargas Llosa et Aitana Sánchez-Gijón à une représentation théâtrale des Contes de la peste (Madrid, 2015).

Vargas Llosa a également écrit des pièces de théâtre et des essais littéraires comme L'Orgie perpétuelle (1975) et La Tentation de l'impossible (2008), consacrés respectivement à Gustave Flaubert et Victor Hugo. Il a, de plus, publié des mémoires (Contre vents et marées, Le Poisson dans l'eau) et des réflexions politiques sur l'Amérique latine (La Voie de la liberté). En 2012, il signe un essai intitulé La civilización del espectáculo dans lequel il fustige la société de divertissement contemporaine et le dépérissement des arts.

#### Membre de l’Académie française
Le 25 novembre 2021, Mario Vargas Llosa est élu dès le premier tour au fauteuil 18 de l'Académie française, laissé vacant par la mort de Michel Serres : il obtient 18 voix, contre une pour le réalisateur Frédéric Vignale, un vote blanc et deux nuls. Cette élection est considérée comme une surprise, l'écrivain étant âgé de 85 ans, soit dix années de plus que la limite fixée en 2010 pour intégrer l’institution, et du fait qu’il devient ainsi le premier académicien à n’avoir jamais publié en français — même s'il parle couramment la langue grâce à son installation à Paris en 1959 et a été le premier écrivain étranger à être publié de son vivant dans la prestigieuse bibliothèque de la Pléiade,.
Par ailleurs, avant lui, seul François Mauriac, élu à l’Académie en 1933 et prix Nobel de littérature en 1952, avait été récipiendaire du prix suédois,.
Sa nomination ne fait cependant pas l'unanimité, une tribune de chercheurs et d'universitaires est publiée le 8 décembre 2021 dans le journal Libération, lui reprochant notamment son lien avec l'extrême droite péruvienne,.
La cérémonie de réception a eu lieu le 9 février 2023, en présence, notamment, de Juan Carlos Ier, ex-roi d'Espagne.

### Engagement politique

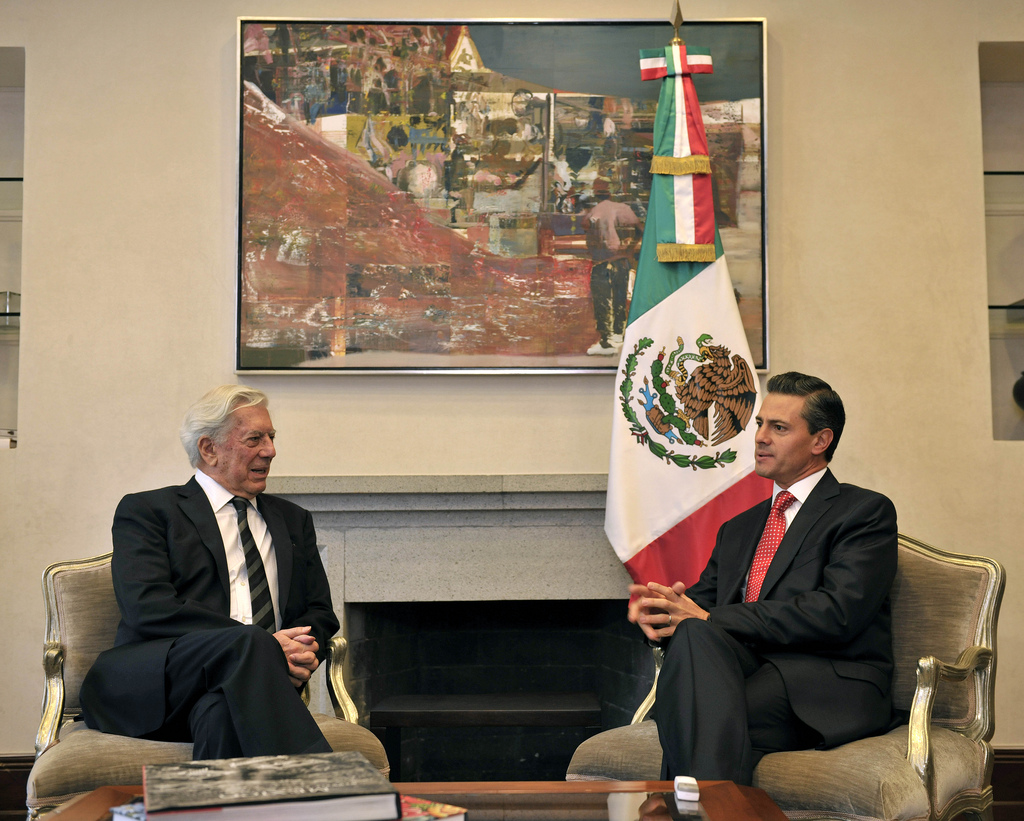
Mario Vargas Llosa avec le président mexicain Enrique Peña Nieto (2013).

Mario Vargas Llosa est d'abord séduit par le communisme et déclare son soutien à la guérilla péruvienne, considérant la lutte armée « seul recours » pour changer les choses au Pérou. Mais la révolution cubaine, qu'il soutient sans réserve au départ, le déçoit tellement qu'il se convertit résolument au libéralisme. Le Printemps de Prague en 1968 et ses lectures d'Alexandre Soljenitsyne, Raymond Aron et Jean-François Revel le confortent dans son changement radical d'opinion, l'éloignant complètement de l'idéal révolutionnaire. Dès lors, il ne cesse de critiquer de façon virulente le castrisme ou encore la Révolution sandiniste au Nicaragua. Son positionnement est qualifié d'« ultra libéral » par l'universitaire Serge Audier. Son parcours intellectuel est influencé par quatre auteurs : Adam Smith, Karl Popper, Friedrich Hayek et Isaiah Berlin,. Il lit également avec avidité les ouvrages d'économie de Milton Friedman et apporte son soutien aux politiques austéritaires de Ronald Reagan et Margaret Thatcher. Au Pérou, il fonde le mouvement de droite libérale Libertad.
Candidat libéral à l'élection présidentielle péruvienne de 1990, il est nettement battu au second tour, malgré l'appui des médias et des élites (sa campagne électorale est la plus chère de l'histoire du Pérou), par un quasi-inconnu d'origine japonaise, Alberto Fujimori, contre lequel ses partisans tentent de monter la population péruvienne en stigmatisant la communauté asiatique. À la suite de cette défaite, il quitte le Pérou pour s'établir en Espagne, à Madrid. Vargas Llosa, qui a demandé et obtenu la nationalité espagnole en 1993 du gouvernement de Felipe González, reconnaît qu'il se sent autant espagnol que péruvien. Cette obtention d'une deuxième nationalité, trois ans seulement après avoir été candidat à l'élection présidentielle de son pays, suscite des réactions très négatives au Pérou. Ainsi, dans la conférence du 7 décembre 2010 en tant que lauréat du prix Nobel, il déclare : « J’aime l’Espagne autant que le Pérou et ma dette envers elle est aussi grande que l’est ma gratitude. Sans l’Espagne je ne me trouverais pas aujourd’hui à cette tribune ». Devant l'Académie de Stockholm, il déclare également, à propos de ses positions : « Je déteste toute forme de nationalisme, d’idéologie – ou plutôt de religion – provinciale, aux idées courtes et exclusives, qui rogne l’horizon intellectuel et dissimule en son sein des préjugés ethniques et racistes, car elle transforme en valeur suprême, en privilège moral et ontologique, la circonstance fortuite du lieu de naissance. ».

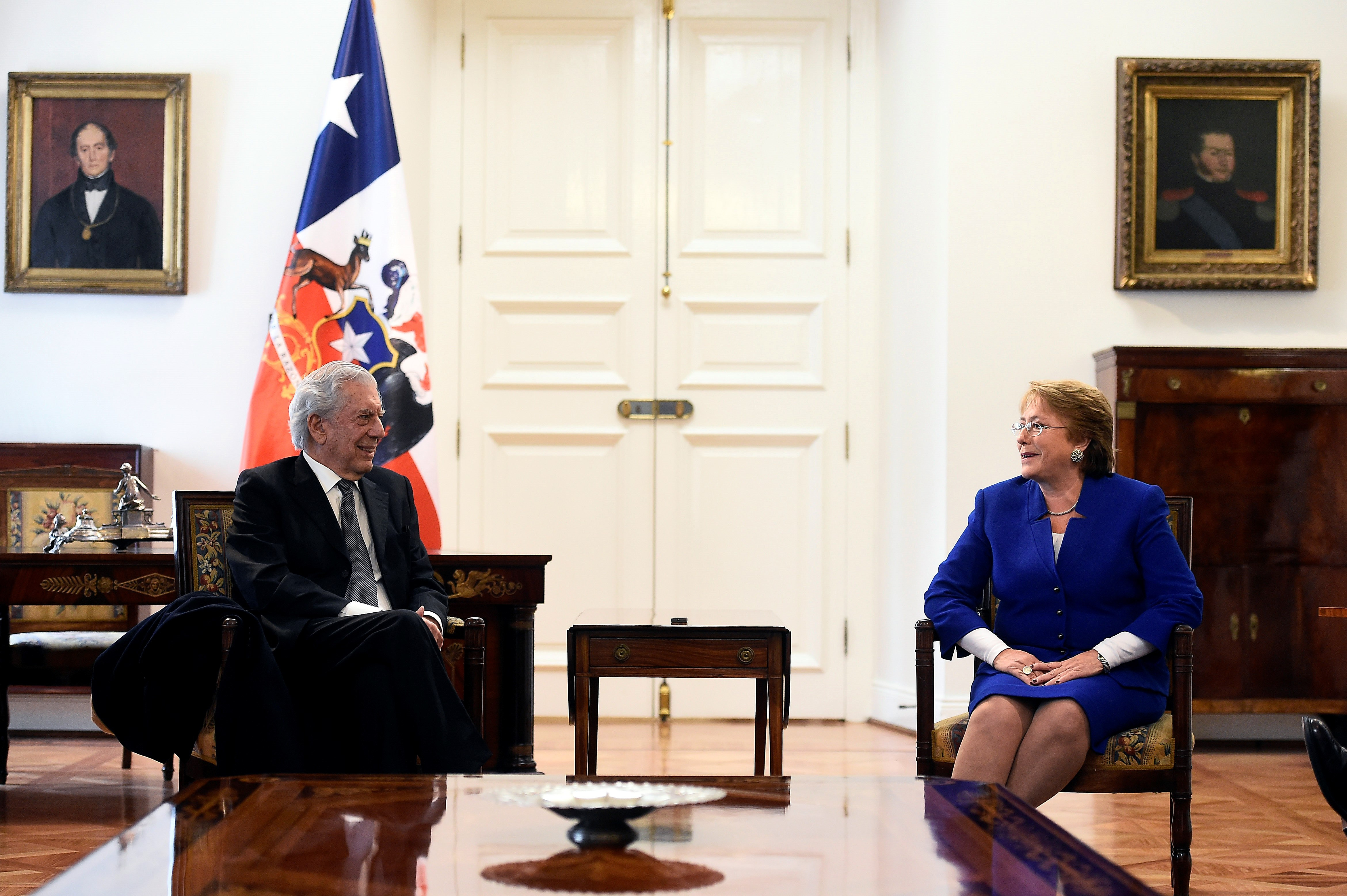
Mario Vargas Llosa avec la présidente chilienne Michelle Bachelet (2016).

Partageant sa vie entre l'Europe et l'Amérique du Sud, il continue de soutenir la politique de rigueur des gouvernements conservateurs occidentaux, notamment de José María Aznar en Espagne et Silvio Berlusconi en Italie. Il se tourne vers des positions néo-conservatrices sur les questions internationales, justifiant l'invasion de l'Irak en 2003 et le coup d’État militaire en 2009 contre le gouvernement de gauche de Manuel Zelaya au Honduras.
Grand aficionado, Mario Vargas Llosa prend la tête d'un mouvement de défense de la corrida, qu'il considère comme une culture de masse à protéger. En 2012, il publie ainsi un manifeste indiquant : « Les corridas constituent un spectacle de masse qui ne provoque pas de manifestations de violence ni d’actes de vandalisme et d’agressivité dans et hors des arènes… Elles stimulent aussi des valeurs et des aptitudes humaines comme la bravoure, l’héroïsme, le dépassement de soi, entre beaucoup d’autres. » L’écrivain Bryce Echenique, le poète Antonio Cisneros, le juriste Diego García Sayán ainsi qu’un groupe d'intellectuels et d'artistes s’associent à lui.

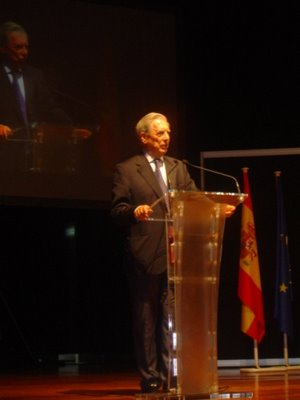
Mario Vargas Llosa lors de la fondation du parti espagnol Union, progrès et démocratie (2007).

En septembre 2007, Vargas Llosa participe à la fondation du parti centriste espagnol Union, progrès et démocratie (UPyD).
Lors de l’élection présidentielle péruvienne de 2011, il appuie le candidat nationaliste de gauche Ollanta Humala contre la candidate Keiko Fujimori, fille de l'ancien président Alberto Fujimori (condamné pour corruption), son adversaire à l’élection présidentielle de 1990.
Dans le cadre des troubles politiques qui suivent le référendum de 2017 sur l'indépendance de la Catalogne, il se positionne contre l'indépendance en prenant la parole à la fin d'une manifestation. En janvier 2019, il démissionne du PEN club international à la suite de la prise de position de cette organisation d'écrivains en faveur de la remise en liberté immédiate des indépendantistes Jordi Sànchez et Jordi Cuixart.
En 2017, il s'oppose à la grâce accordée à Alberto Fujimori par le président Pedro Pablo Kuczynski. En vue du second tour de l'élection présidentielle péruvienne de 2021, il appelle cependant à voter pour Keiko Fujimori afin de faire barrage au candidat de gauche radicale Pedro Castillo, qu'il considère comme une menace plus redoutable pour la démocratie et l’économie du pays que son adversaire de droite,.
En 2021, il accélère son virage vers la droite et l’extrême-droite en soutenant une candidate de la droite populiste au Pérou, puis en soutenant José Antonio Kast, candidat de l'extrême droite au Chili qui se revendique héritier de la dictature de Pinochet. En 2022, il déclare sa préférence pour le candidat d’extrême-droite brésilien Bolsonaro face à Lula .
En 2023, lors de l'election presidentielle argentine, il apporte son soutien au candidat d'extrême droite Javier Milei,.

### Maladie et mort
Mario Vargal Llosa meurt à Lima le 13 avril 2025, à l’âge de 89 ans, des suites d’une pneumonie. Conformément à sa volonté, les funérailles de Mario Vargas Llosa se dérouleront en privé, sans cérémonie publique.

### Hommages
Les chefs d'État de plusieurs pays d'Amérique du Sud — dont Claudia Sheinbaum au Mexique, Dina Boluarte au Pérou, Gabriel Boric au Chili, Luis Lacalle Pou en Uruguay, ainsi que les anciens présidents colombiens Álvaro Uribe et Iván Duque — saluent l'œuvre et l'héritage de Vargas Llosa. Emmanuel Macron, Pedro Sánchez et la famille royale d'Espagne, ainsi que le président de la République fédérale d'Allemagne Frank-Walter Steinmeier lui rendent également hommage,,.
Le gouvernement péruvien décrète le 14 avril 2025 comme journée de deuil national, avec les drapeaux mis en berne sur tous les bâtiments publics et représentations diplomatiques, en reconnaissance à l'écrivain. En Espagne, la ville de Marbella, où l'auteur résidait régulièrement décrète deux jours de deuil officiel.
La communauté de Madrid annonce qu'elle remettra à titre posthume à Vargas Llosa la Medalla Internacional de las Artes.

## Amitié brisée avec Gabriel García Márquez

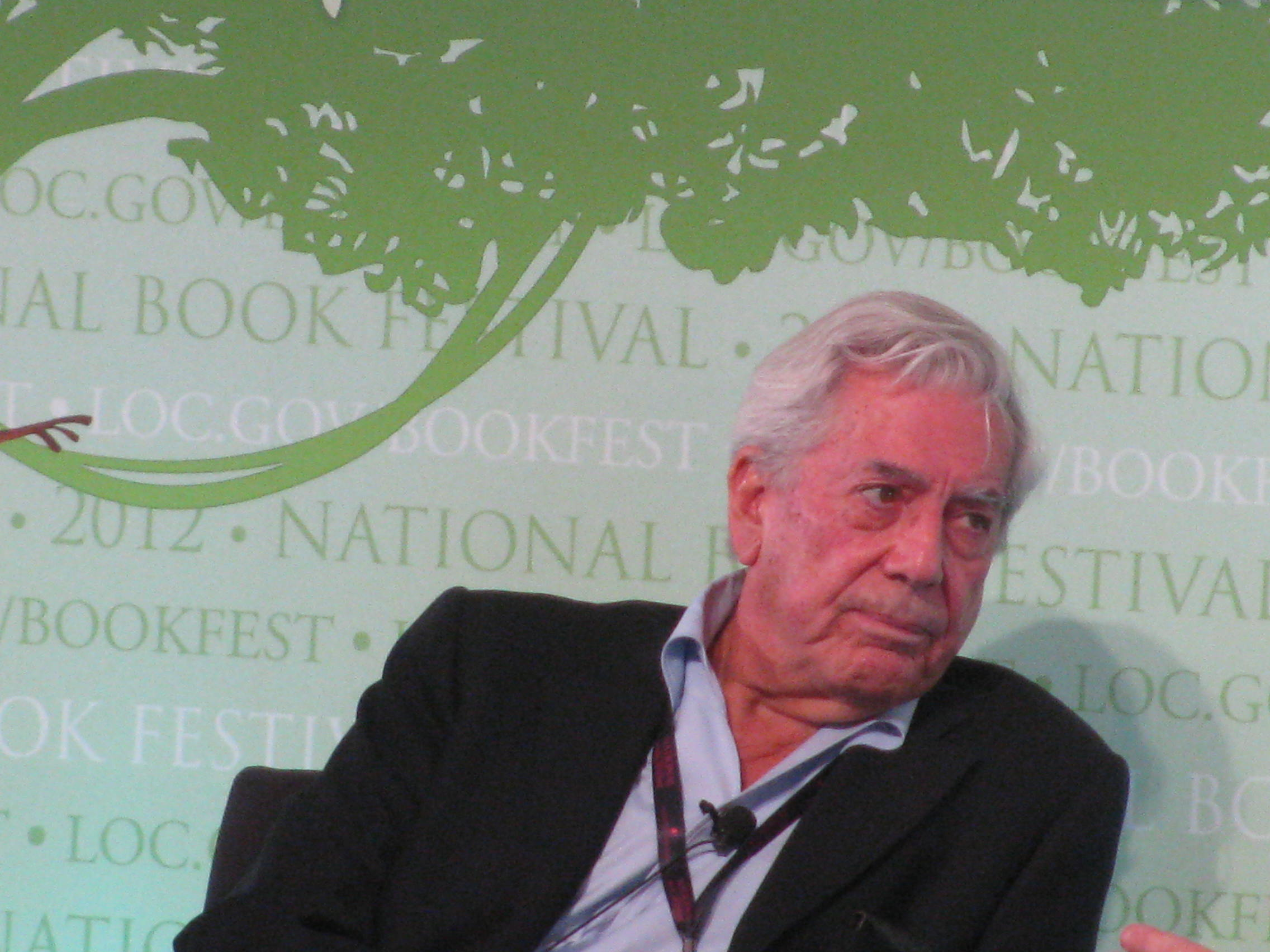
Mario Vargas Llosa en 2012.

Après avoir fait l'éloge de Cent ans de solitude, qualifié de « grand roman de chevalerie » d'Amérique latine, Vargas Llosa se lie d'amitié avec Gabriel García Márquez lorsqu'il le rencontre à l'aéroport de Caracas le 1er août 1967. Les deux auteurs participent alors au 13e congrès international de littérature ibéro-américaine et le Péruvien reçoit le prix Rómulo Gallegos pour La Maison verte, récompense que le Colombien obtient cinq ans plus tard pour Cent ans de solitude. Toutefois, Vargas Llosa refuse de reverser l'argent de la distinction au régime castriste comme il y est incité alors que García Márquez financera un mouvement révolutionnaire vénézuélien grâce au prix.
En 1971, Vargas Llosa publie García Márquez : Histoire d’un déicide, livre critique dans lequel il fait part de son admiration pour son aîné. Les deux complices sont par ailleurs un temps voisins à Barcelone. Cette relation amicale très forte s'achève brutalement le 12 février 1976 lorsqu'à la première des Survivants des Andes, García Márquez reçoit un coup de poing en plein visage de la part de Vargas Llosa dans le hall d'un cinéma de Mexico,. Les motifs de cette querelle restent flous mais seraient d'ordre privé : soit il s'agirait de la relation difficile, en raison d'infidélités répétées, entre l'écrivain péruvien et sa seconde épouse Patricia Llosa dont García Márquez aurait pris la défense, soit d'une liaison qu'aurait eue l'auteur colombien avec elle,. D'autres raisons moins triviales, notamment la divergence de points de vue politiques, sont évoquées.
Les deux anciens amis, qui ne se reverront plus, refusent de révéler la moindre information sur le sujet. Durant 35 ans, Vargas Llosa fait interdire toute nouvelle publication de son livre sur García Márquez. Après la mort de ce dernier en 2014, le Péruvien affirme avoir noué un pacte avec lui pour garder à jamais le silence sur la cause de cette amitié brisée. Reconnaissant à son ex-complice d'avoir tenu sa promesse jusqu'à la fin, il affirme vouloir en faire autant et laisser les historiens et biographes faire la vérité sur cette affaire.

## Controverses fiscales
En avril 2016, son nom, ainsi que celui de son ex-épouse Patricia Llosa Urquidi, figure parmi des documents du cabinet panaméen Mossack Fonseca révélés dans le cadre des Panama Papers. Il s'en justifie en expliquant : « De nos jours, il faut combattre [l'évasion fiscale] avec la loi et en réduisant les impôts. Il y a des pays où les impôts sont comme des expropriations. […] Il faut respecter la loi pour que la démocratie fonctionne, mais il faut que la loi soit réaliste et pas irréelle. Il y a des lois qui vous poussent à transgresser la loi », estime-t-il. Selon lui, l'évasion fiscale serait même bénéfique pour le développement de certains pays : « C’est le cas du Panama comme ce fut avant le cas de la Suisse, grâce au système qui permet de créer des sociétés pour des personnes étrangères. »
Il apparait également dans les Pandora Papers en 2021 en tant que bénéficiaire d'une société enregistrée en 2015 dans les Îles Vierges britanniques, qui avait pour but de gérer ses droits d'auteur ainsi que le produit de ventes immobilières réalisées à Madrid et Londres.

## Synthèse de ses œuvres

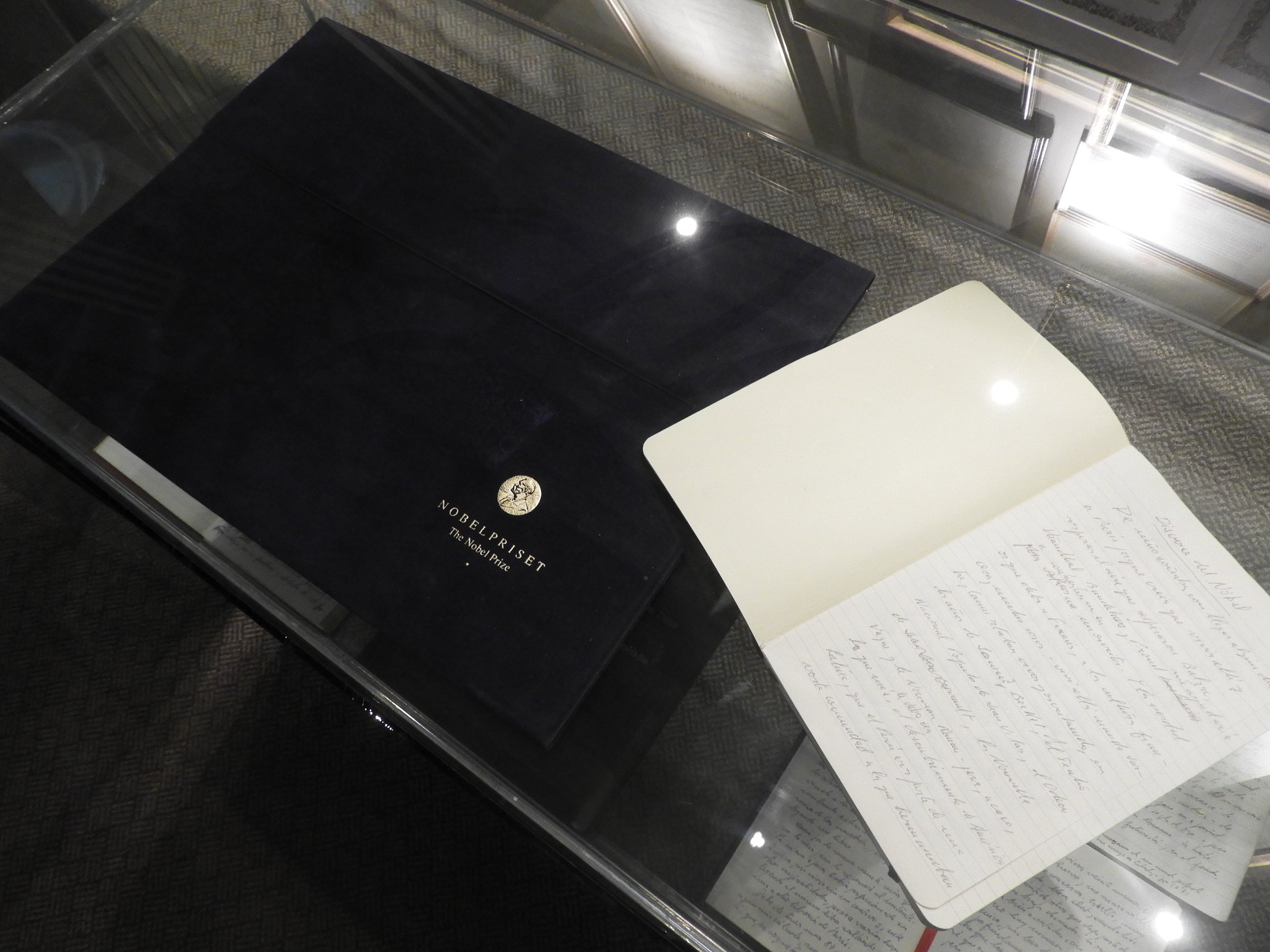
Le prix Nobel de littérature de Mario Vargas Llosa (2010).

### Romans et nouvelles
En France, tous les romans ont été réédités chez Gallimard dans les collections de poche Folio ou L'Imaginaire.
- Los jefes, 1959 Les Caïds, in Les Chiots, suivi de Les Caïds, traduit par Albert Bensoussan, Sylvie Léger et Bernard Sesé, Paris, Gallimard, coll. « Du monde entier », 1974 ; réédition bilingue de Les Caïds, traduction révisée par Aurore Touya, Paris, Gallimard, coll. « Folio bilingue » no 211, 2018  (ISBN 978-2-07-276782-1)
- La ciudad y los perros, 1963 - prix Biblioteca Breve du roman, prix espagnol de la critique, un des cent meilleurs romans en espagnol du XXe siècle La Ville et les Chiens, traduit par Bernard Lesfargues, Paris, Gallimard, coll. « La Croix du Sud », 1966
- La casa verde, 1965 - prix Rómulo Gallegos, prix espagnol de la critique La Maison verte, traduit par Bernard Lesfargues, Paris, Gallimard, coll. « Du monde entier », 1969
- Los cachorros, 1967 Les Chiots, in Les Chiots, suivi de Les Caïds, traduit par Albert Bensoussan, Sylvie Léger et Bernard Sesé, , Paris, Gallimard, coll. « Du monde entier », 1974
- Conversación en La Catedral, 1969 - Un des cent meilleurs romans en espagnol du XXe siècle Conversation à la Cathédrale, traduit par  Sylvie Léger et Bernard Sesé, Paris, Gallimard, coll. « Du monde entier », 1973 ; nouvelle traduction par Anne-Marie Casès et Albert Bensoussan, Paris, Gallimard, coll. « Du monde entier », 2015  (ISBN 978-2-07-014091-6)
- Pantaleón y las visitadoras, 1973 Pantaleón et les visiteuses, traduit par Albert Bensoussan, Paris, Gallimard, coll. « Du monde entier », 1975
- La tía Julia y el escribidor, 1977 - Prix du Meilleur livre étranger (France) La Tante Julia et le Scribouillard, traduit par Albert Bensoussan, Paris, Gallimard, coll. « Du monde entier », 1979
- La guerra del fin del mundo, 1981 La Guerre de la fin du monde, traduit par Albert Bensoussan, Paris, Gallimard, coll. « Du monde entier », 1983  (ISBN 2-07-025981-1)
- Historia de Mayta, 1984 Histoire de Mayta, traduit par Albert Bensoussan, Paris, Gallimard, coll. « Du monde entier », 1986  (ISBN 2-07-070629-X)
- ¿Quién mató a Palomino Molero?, 1986 Qui a tué Palomino Molero ?, traduit par Albert Bensoussan, Paris, Gallimard, coll. « Du monde entier », 1987  (ISBN 2-07-070971-X)
- El hablador, 1987 L'Homme qui parle, traduit par Albert Bensoussan, Paris, Gallimard, coll. « Du monde entier », 1989  (ISBN 2-07-071671-6)
- Elogio de la madrastra, 1988 L'Éloge de la marâtre, traduit par Albert Bensoussan, Paris, Gallimard, 1990  (ISBN 2-07-071808-5)
- Lituma en los Andes, 1993 - prix Planeta et l'un des cent meilleurs romans en espagnol du XXe siècle Lituma dans les Andes, traduit par Albert Bensoussan, Paris, Gallimard, coll. « Du monde entier », 1996  (ISBN 2-07-073927-9)
- Los cuadernos de don Rigoberto, 1997 Les Cahiers de Don Rigoberto, traduit par Albert Bensoussan, Paris, Gallimard, coll. « Du monde entier », 1998  (ISBN 2-07-075032-9)
- La Fiesta del chivo, 2000 La Fête au Bouc, traduit par Albert Bensoussan, Paris, Gallimard, coll. « Du monde entier », 2002  (ISBN 2-07-076034-0)
- El paraíso en la otra esquina, 2003 Le Paradis – un peu plus loin, traduit par Albert Bensoussan avec la collaboration d'Anne-Marie Casès, Paris, Gallimard, coll. « Du monde entier », 2003  (ISBN 2-07-076913-5)
- Travesuras de la niña mala, 2006 Tours et détours de la vilaine fille, traduit par Albert Bensoussan, Paris, Gallimard, coll. « Du monde entier », 2006  (ISBN 2-07-078083-X)
- Mi pariente de Arequipa, Un rasta à Berlin, Mi hijo, el etíope, 2008 Ma parente d'Arequipa, suivi de Un rasta à Berlin, suivi de Mon fils, l'Éthiopien, traduit par Albert Bensoussan, Paris, L'Herne, coll. « Carnets », 2009  (ISBN 978-2-85197-887-5) ; réédition sans la dernière nouvelle sous le titre Un rasta à Berlin suivi de Ma parente d'Arequipa, Paris, L'Herne, coll. « Carnets », 2010  (ISBN 978-2-85197-938-4)
- El sueño del celta, 2010 - Inspiré par la vie de Roger Casement, prix Critiques Libres 2014 dans la catégorie Roman traduit. Le Rêve du Celte, traduit par Albert Bensoussan et Anne-Marie Casès, Paris, Gallimard, coll. « Du monde entier », 2011  (ISBN 978-2-07-013289-8)
- El héroe discreto, 2013 Le Héros discret, traduit par Albert Bensoussan et Anne-Marie Casès, Paris, Gallimard, coll. « Du monde entier », 2015  (ISBN 978-2-07-014520-1)
- El barco de los niños, 2015 - Ouvrage de littérature d'enfance et de jeunesse Le Navire des enfants, traduit par Albert Bensoussan et Daniel Lefort, Paris, Gallimard jeunesse, 2019  (ISBN 978-2-07-512713-4)
- Cinco Esquinas, 2016 Aux Cinq Rues, Lima, traduit par Albert Bensoussan et Daniel Lefort, Paris, Gallimard, coll. « Du monde entier », 2017  (ISBN 978-2-07-270629-5)
- Tiempos recios, 2019 Temps sauvages, traduit par Albert Bensoussan et Daniel Lefort, Paris, Gallimard, coll. « Du monde entier », 2021  (ISBN 978-2-07-290386-1)
- Los vientos, 2023 Les Vents, traduit par Albert Bensoussan, Paris, L'Herne, 2023  (ISBN 9791031904085)[72]
- Le dedico mi silencio, 2023 Je vous dédie mon silence, traduit par Albert Bensoussan, Paris, Gallimard, coll. « Du monde entier », 2025  (ISBN 978-2-07-307987-9)

### Théâtre

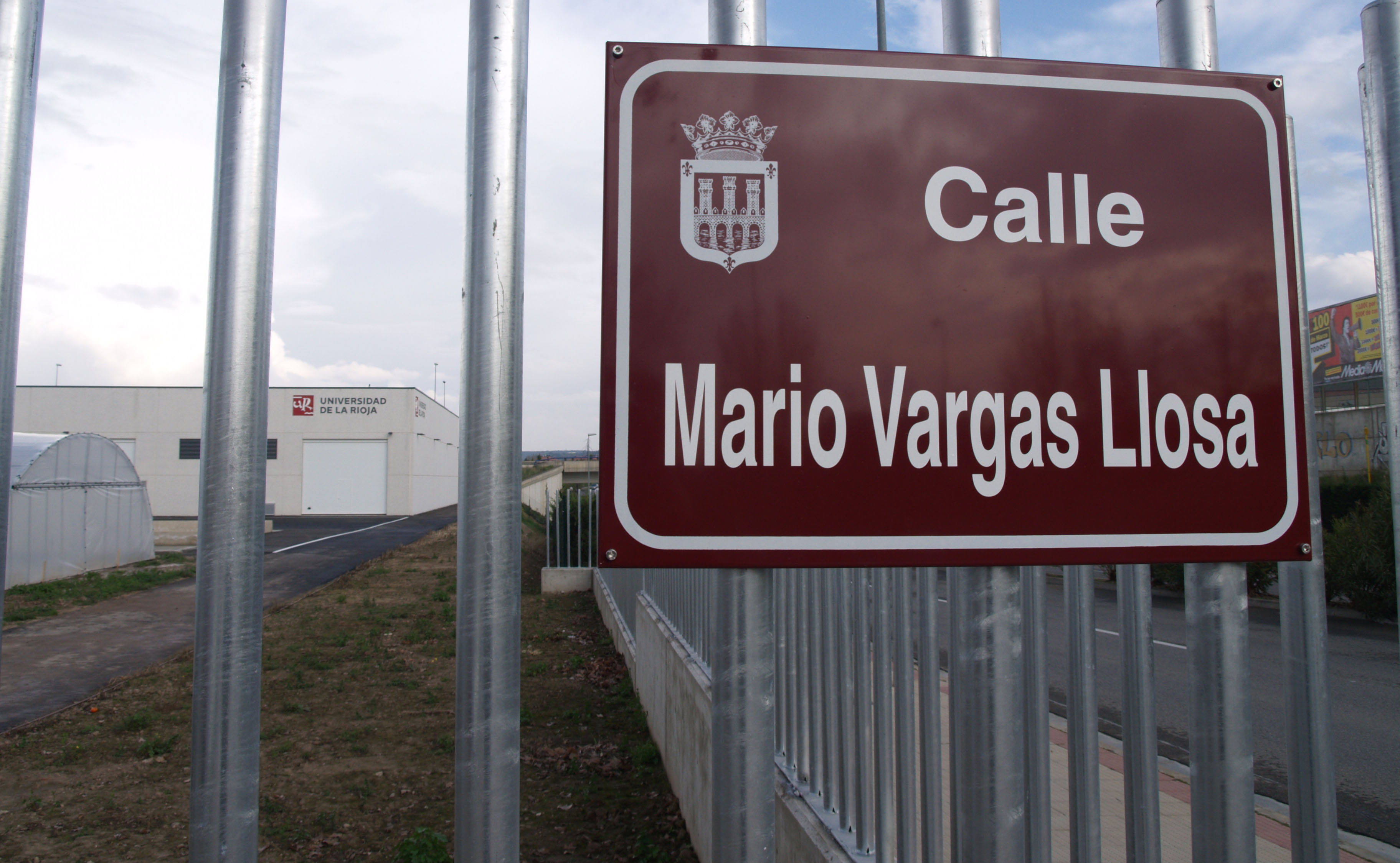
Rue Mario Vargas Llosa à Logroño.

- La huida del Inca, 1952 (pièce non publiée)
- La señorita de Tacna, 1981 La Demoiselle de Tacna, traduit par Albert Bensoussan, Paris, Gallimard, coll. « Le Manteau d'Arlequin » no 148, 1983  (ISBN 2-07-025349-X)
- Kathie y el hipopótamo, 1983 Kathie et l'Hippopotame, in Kathie et l'Hippopotame, suivi de La Chunga, traduit par Albert Bensoussan, Paris, Gallimard, coll. « Le Manteau d'Arlequin » no 181, 1988  (ISBN 2-07-071261-3)
- La Chunga, 1986 Kathie et l'Hippopotame, in Kathie et l'Hippopotame, suivi de La Chunga, traduit par Albert Bensoussan, Paris, Gallimard, coll. « Le Manteau d'Arlequin » no 181, 1988  (ISBN 2-07-071261-3)
- El loco de los balcones, 1993 Le Fou des balcons, traduit par Albert Bensoussan, Paris, Gallimard, coll. « Le Manteau d'Arlequin », 1993  (ISBN 2-07-072989-3)
- Ojos bonitos, cuadros feos, 1996 Jolis yeux, vilains tableaux, traduit par Albert Bensoussan, Paris, Gallimard, coll. « Le Manteau d'Arlequin », 2000  (ISBN 2-07-075577-0)
- Odiseo y Penélope, 2007  Odysseus et Pénélope in Théâtre complet, traduit par Albert Bensoussan et Anne-Marie Casès, Paris, Gallimard, coll. « Du monde entier », 2011  (ISBN 978-2-07-012681-1)
- Al pie del Támesis, 2008  Au pied de la Tamise in Théâtre complet, traduit par Albert Bensoussan et Anne-Marie Casès, Paris, Gallimard, coll. « Du monde entier », 2011  (ISBN 978-2-07-012681-1)
- Las mil noches y una noche, 2009  Les Mille Nuits et une nuit in Théâtre complet, traduit par Albert Bensoussan et Anne-Marie Casès, Paris, Gallimard, coll. « Du monde entier », 2011  (ISBN 978-2-07-012681-1)
- Los cuentos de la peste, 2015 Les Contes de la peste, traduit par Albert Bensoussan, Paris, Gallimard, coll. « Le Manteau d'Arlequin », 2019  (ISBN 978-2-07-275776-1)

### Autobiographie
- El pez en el agua, 1993 Le Poisson dans l'eau, traduit par Albert Bensoussan, Paris, Gallimard, coll. « Du monde entier », 1995  (ISBN 2-07-073748-9)
- La llamada de la tribu, 2018 L'Appel de la tribu, traduit par Albert Bensoussan, Paris, Gallimard, coll. « Du monde entier », 2020  (ISBN 978-2-07-286050-8)

### Essais

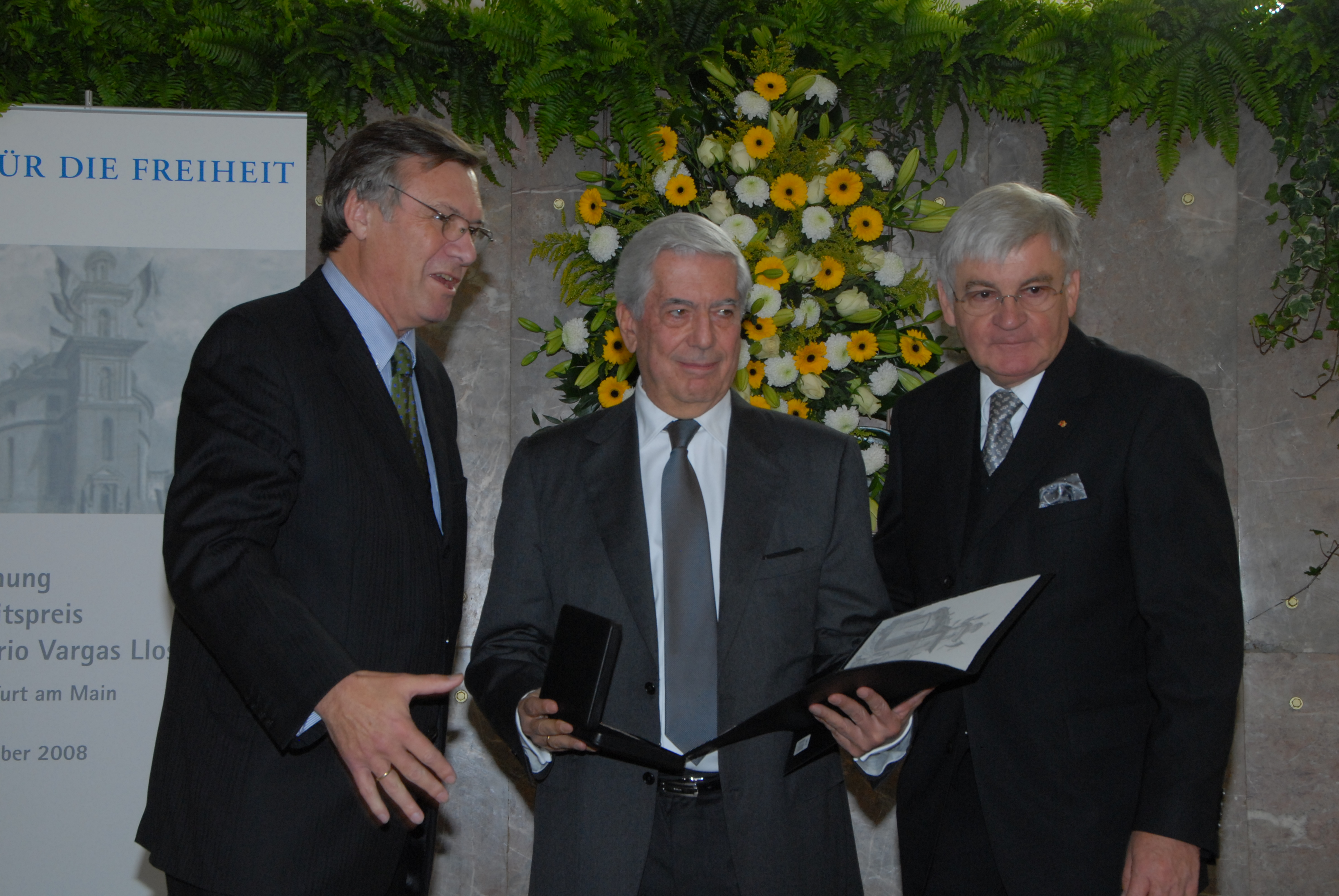
Mario Vargas Llosa recevant le Prix Liberté de la Fondation Friedrich-Naumann (2008).

- La orgía perpetua: Flaubert y "Madame Bovary", 1975 L'Orgie perpétuelle : Flaubert et Madame Bovary, traduit par Albert Bensoussan, Paris, Gallimard, coll. « Du monde entier », 1978
- Contra viento y marea, 1983 Contre vents et marées (première partie), traduit par Albert Bensoussan, Paris, Gallimard, coll. « Arcades » no 16, 1989  (ISBN 2-07-071734-8) Un barbare chez les civilisés (deuxième partie), traduit par Albert Bensoussan, Paris, Gallimard, coll. « Arcades » no 54, 1993  (ISBN 2-07-074757-3)
- Diálogo con Vargas Llosa : sobre la vida y la política, 1989 - en collaboration avec Ricardo A. Setti Sur la vie et la politique, traduit par Jean Demeys, Paris, Belfond, coll. « Entretiens », 1989  (ISBN 2-7144-2436-8)
- La verdad de las mentiras : ensayos sobre literatura, 1992 La Vérité par le mensonge : essais sur la littérature, traduit par Albert Bensoussan, Paris, Gallimard, coll. « Le Messager », 1992  (ISBN 2-07-072458-1) ; édition revue et augmentée, Paris, Gallimard, coll. « Arcades » no 85, 2006  (ISBN 2-07-077382-5)
- Carta de batalla por "Tirant lo Blanc", 1991 En selle avec "Tirant le Blanc", traduit par Albert Bensoussan, Paris, Gallimard, coll. « Arcades » no 49, 1996  (ISBN 2-07-074555-4)
- La utopía arcaica : José María Arguedas y las ficciones del indigenismo, 1996 L'Utopie archaïque : José Maria Arguedas et les fictions de l'indigénisme, traduit par Albert Bensoussan, Paris, Gallimard, 1999  (ISBN 2-07-075245-3)
- Desafíos a la libertad, 1997 Les Enjeux de la liberté, traduit par Albert Bensoussan, Paris, Gallimard, 1997  (ISBN 2-07-074556-2)
- George Grosz et Mario Vargas Llosa, Charenton, Flohic, coll. « Musées secrets » no 9, 1992  (ISBN 2-908958-48-1)
- Cartas a un joven novelista, 1997 Lettres à un jeune romancier, traduit par Albert Bensoussan, Paris, Gallimard, coll. « Arcades » no 61, 2000  (ISBN 2-07-075335-2)
- El lenguaje de la pasión, 2001 Le Langage de la passion. Chroniques de la fin du siècle, traduit par Albert Bensoussan, Paris, Gallimard, 2005  (ISBN 2-07-076851-1)
- La vida en movimiento, 2003 - en collaboration avec Alonso Cueto La Vie en mouvement : entretiens avec Alonso Cueto, traduit par Albert Bensoussan, Paris, Gallimard, 2006  (ISBN 2-07-077995-5)
- La tentación de lo imposible, 2004 La Tentation de l'impossible. Victor Hugo et Les Misérables, traduit par Albert Bensoussan et Anne-Marie Casès, Paris, Gallimard, coll. « Arcades » no 93, 2008  (ISBN 978-2-07-077918-5)
- Un demi-siècle avec Borges, Paris, L'Herne, coll. « Glose. Essais Philosophie », 2004  (ISBN 2-85197-433-5)
- Dictionnaire amoureux de l’Amérique latine, Paris, Plon, coll. « Dictionnaire amoureux », 2005  (ISBN 2-259-20258-6)[73]
- El viaje a la ficción, ensayo sobre Juan Carlos Onetti , 2008 Voyage vers la fiction : le monde de Juan Carlos Onetti, traduit par Albert Bensoussan, Paris, Gallimard, coll. « Arcades » no 95, 2009  (ISBN 978-2-07-012599-9)
- Comment j'ai vaincu ma peur de l'avion, traduit par Anne-Marie Casès, Bertille Hausberg et Albert Bensoussan, Paris, L'Herne, coll. « Carnets », 2009  (ISBN 978-2-85197-888-2)
- Sables y utopías, 2011 De sabres et d'utopies : visions d'Amérique latine, traduit par Albert Bensoussan, Paris, Gallimard, coll. « Arcades » no 101, 2011  (ISBN 978-2-07-013145-7)
- Elogio de la lectura y la ficción, 2011 Éloge de la lecture et de la fiction, traduit par Albert Bensoussan, Paris, Gallimard, 2011  (ISBN 978-2-07-013532-5)
- La civilización del espectáculo, 2012 La Civilisation du spectacle, traduit par Albert Bensoussan, Paris, Gallimard, 2015  (ISBN 978-2-07-014521-8)
- Mi trayectoria intelectual, 2014 My Intellectual Journey. Mon itinéraire intellectuel, Montréal, Institut économique de Montréal, 2014
- Conversación en Princeton, 2017 - en collaboration avec Rubén Gallo L'atelier du roman : conversation à Princeton avec Rubén Gallotraduit par Albert Bensoussan et Daniel Lefort, Paris, Gallimard, coll. « Arcades » no 117, 2019  (ISBN 978-2-07-279420-9)
- La littérature est ma vengeance, Conversation, avec Claudio Magris, traduit de l'italien par Jean et Marie Noëlle Pastureau, traduit de l'espagnol (Pérou) par Albert Bensoussan et Daniel Lefort, Paris, Gallimard, coll. « Arcades », 2021
- Benito Pérez Galdós, le regard tranquille (trad. Albert Bensoussan), Paris, Cherche Midi, 24 octobre 2024 (ISBN 978-2-7491-7964-3, lire en ligne)

## Distinctions

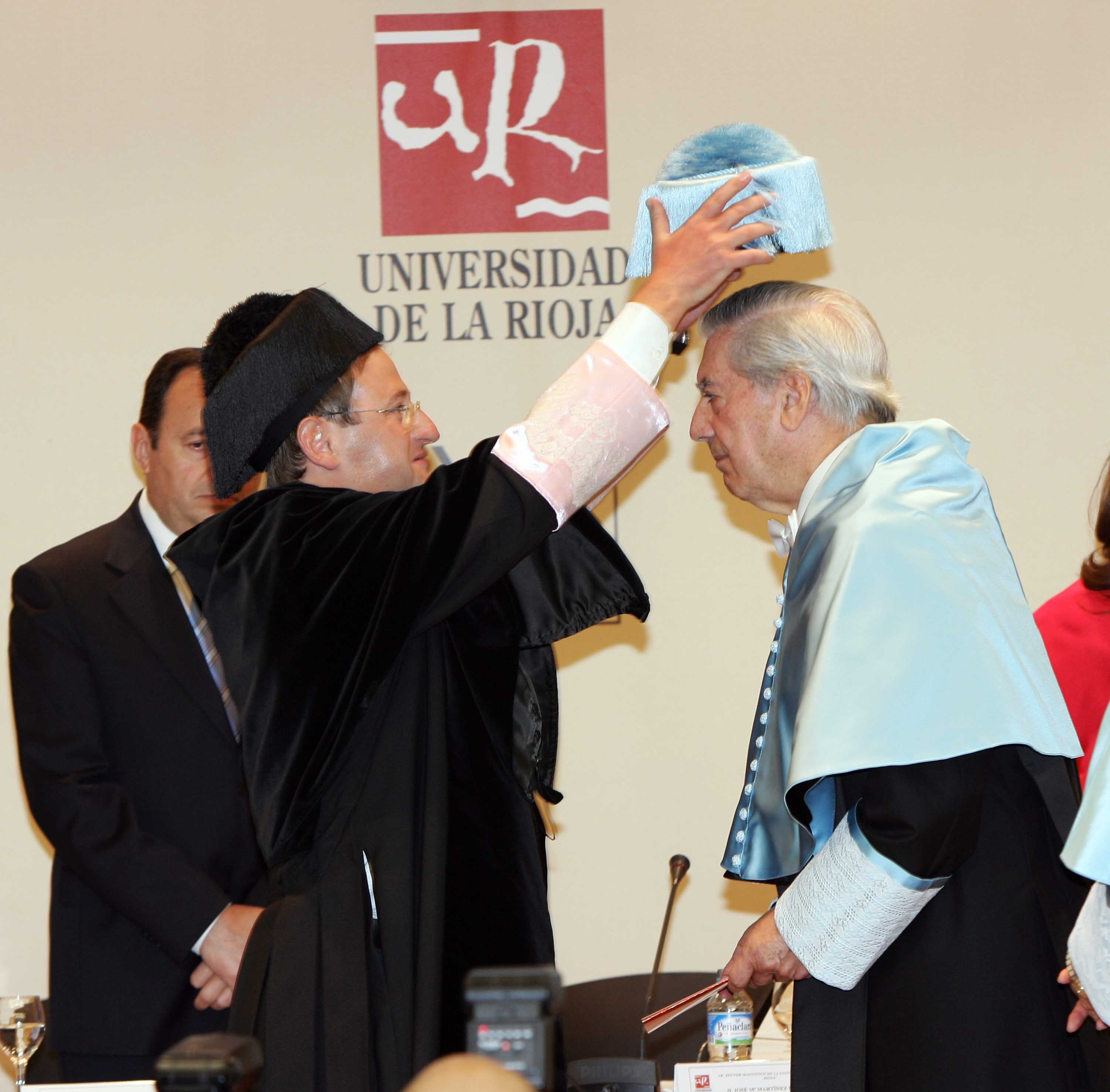
Mario Vargas Llosa recevant un diplôme honorifique de l'université de La Rioja en 2007.

Mario Vargas Llosa est membre de l'Académie royale espagnole. Il a reçu les récompenses les plus prestigieuses de la littérature hispanophone et mondiale, notamment le prix Rómulo Gallegos en 1967, le prix Cervantes en 1994, le prix Jérusalem en 1995 et, en 2005, le Irving Kristol Award de l'American Enterprise Institute. Il prononce alors un discours remarqué, Confessions d'un libéral (Confessions of a Liberal).
Le 7 octobre 2010, il reçoit le prix Nobel de littérature pour « sa cartographie des structures du pouvoir et ses images aiguisées des résistances, révoltes, et défaites des individus. », selon l'explication de l'Académie suédoise.
La même année, il est titré marquis de Vargas Llosa par le roi d'Espagne, Juan Carlos Ier.
En 2016, il devient le premier auteur de langue étrangère à entrer de son vivant dans la Bibliothèque de la Pléiade,,.
Après Milan Kundera et Michel Houellebecq, Vargas Llosa reçoit, le 3 octobre 2019, le grand prix littéraire Château La Tour Carnet, distinction prestigieuse et généreusement dotée, créée par le mécène Bernard Magrez, propriétaire de grands crus.
Après Javier Cercas, Ahmet Altan et Erri De Luca, Vargas Llosa reçoit, le 9 novembre 2021, le prix André-Malraux pour son livre Temps sauvages.

## Décorations

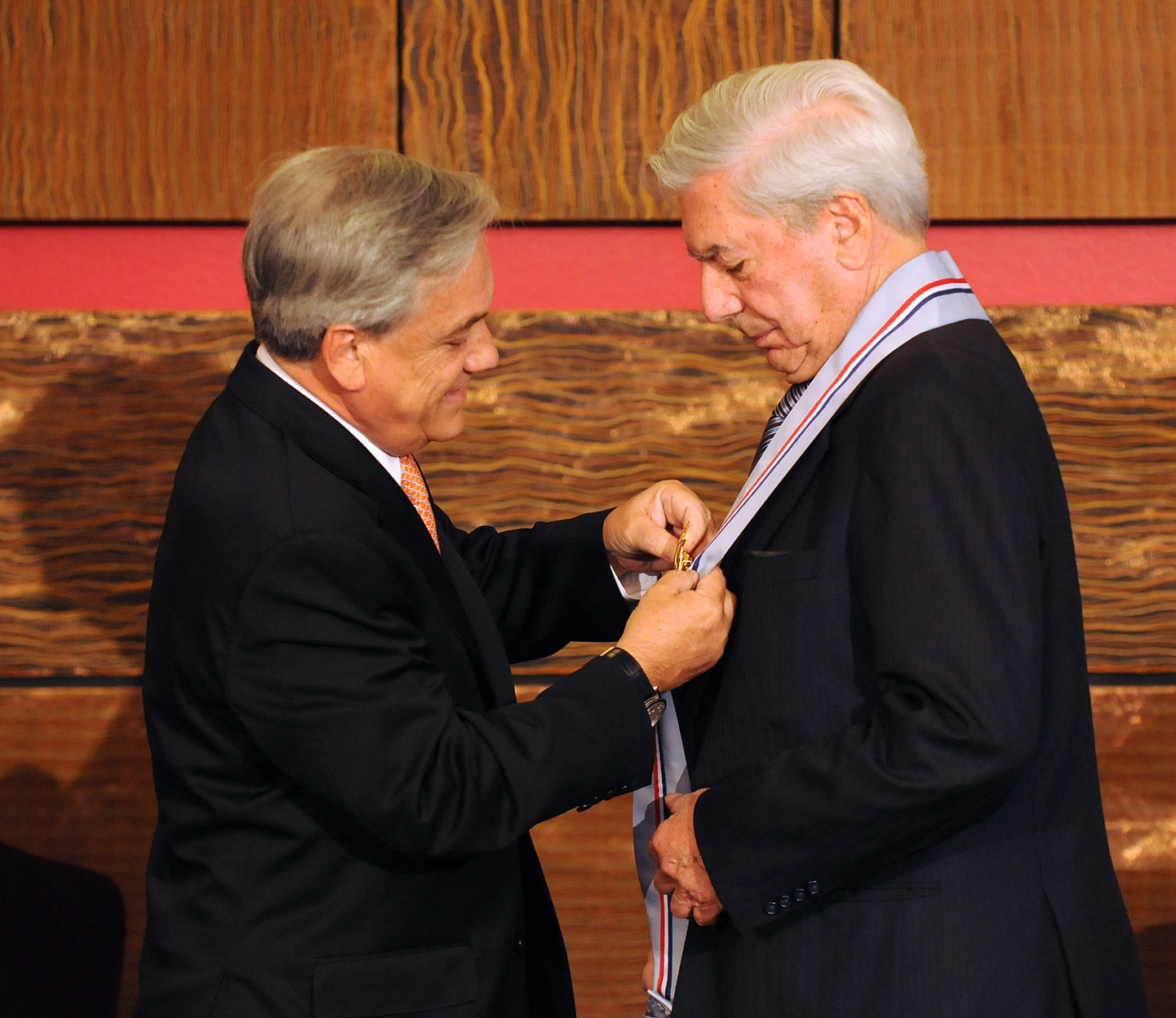
Mario Vargas Llosa recevant de la main du président Sebastián Piñera les insignes de Première classe de l'Ordre du Mérite culturel du Chili (2010).

- Première classe de l'ordre des sciences et des arts autrichien (en) ( Autriche).
- Première classe de l'ordre du Mérite culturel du Chili (es) ( Chili).
- Chevalier de la Légion d'honneur ( France).
- Commandeur de l'ordre des Arts et des Lettres ( France).
- Étoile du commandeur de l'ordre de l'Aigle aztèque ( Mexique).
- Grand-croix de l'ordre de Rubén Darío (es) ( Nicaragua).
- Grand-croix de l'ordre de Vasco Núñez de Balboa ( Panama).
- Grand-collier de l'ordre du Soleil ( Pérou).
- Grand-croix de l'ordre de Christophe Colomb (en) ( République dominicaine).

## Doctoratshonoris causa

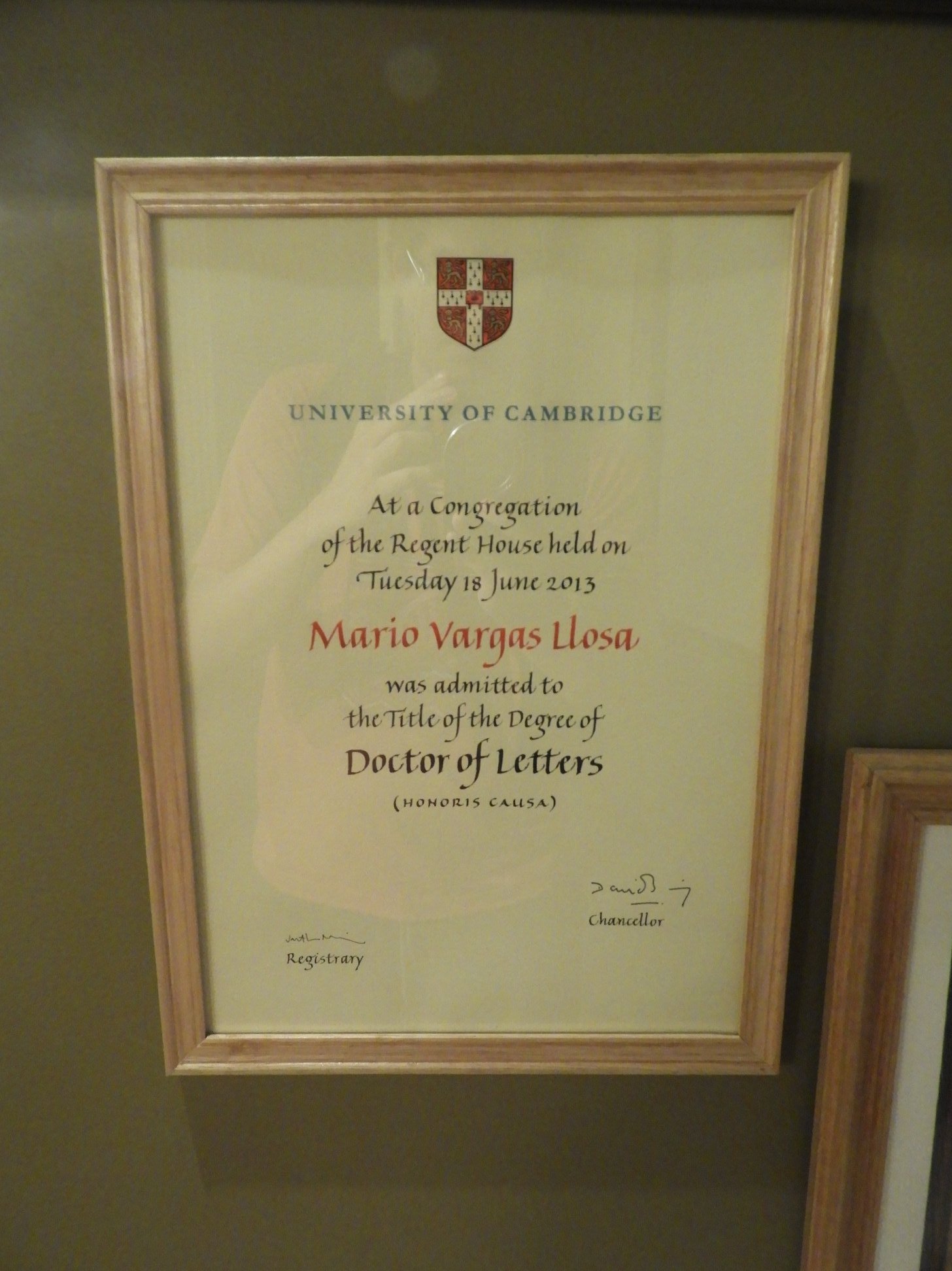
Le doctorat honoris causa de Mario Vargas Llosa de l'université de Cambridge (2018).

Plusieurs universités lui ont décerné un doctorat honoris causa, dont :
- Université de Boston.
- Université Yale.
- Université de Cambridge.
- Université d'Oxford.
- Université catholique de Louvain.
- Université de Reims Champagne-Ardenne
- Université Paris III - Sorbonne Nouvelle.
- Université Rennes-II.
- Université de Bordeaux.
- Université de Pau et des pays de l'Adour.
- Université Humboldt de Berlin.
- Université de Valladolid.
- Université d'Alicante.
- Université de La Rioja.
- Université de Florence.
- Université de Turin.
- Université de Palerme.
- Université nationale autonome du Mexique.
- Université pontificale catholique du Pérou.
- Université de Tokyo.
- Université de Miami.
- Université hébraïque de Jérusalem.